# جيمس جونسون (كاتب)
جيمس ويلدون جونسون (بالإنجليزية: James Weldon Johnson) (17 يونيو 1871 – 26 يونيو 1938) كان كاتبًا، شاعرًا، دبلوماسيًا، وناشطًا أمريكيًا في مجال الحقوق المدنية. عُرف بمساهماته الأدبية البارزة خلال نهضة هارلم، كما شغل منصب السكرتير التنفيذي للرابطة الوطنية لتقدم الملونين (NAACP) من عام 1920 حتى 1930، حيث لعب دورًا مهمًا في تعزيز قضايا العدالة والمساواة للأمريكيين الأفارقة. كتب كلمات أغنية "Lift Every Voice and Sing"، التي أصبحت تُعرف فيما بعد بـ "النشيد الوطني الأسود"، ولحّنها شقيقه ج. روزاموند جونسون.

## التعليم
تعلم في جامعة كولومبيا، وجامعة فيسك ‏، وجامعة كلارك أتلانتا.

## جوائز
حصل على جوائز منها:
- قلادة سبينغارن (1925)
- William E. Harmon Foundation Award for Distinguished Achievement Among Negroes [الإنجليزية]‏
- عضوية قاعة شرف فناني فلوريدا  [لغات أخرى]‏.

## روابط خارجية
- جيمس جونسون على موقع IMDb (الإنجليزية)
- جيمس جونسون على موقع الموسوعة البريطانية (الإنجليزية)
- جيمس جونسون على موقع ميوزك برينز (الإنجليزية)
- جيمس جونسون على موقع قاعدة بيانات برودواي على الإنترنت (الإنجليزية)
- جيمس جونسون على موقع قاعدة بيانات برودواي على الإنترنت (الإنجليزية)
- جيمس جونسون على موقع قاعدة بيانات برودواي على الإنترنت (الإنجليزية)
- جيمس جونسون على موقع إن إن دي بي (الإنجليزية)
- جيمس جونسون على موقع ديسكوغز (الإنجليزية)